# 篠原章
篠原 章（しのはら あきら、1956年 - ）は、日本の評論家、経済学者（財政学）。元大東文化大学環境創造学部教授。学位は経済学博士（成城大学）。
青山学院大学教授の佐伯真一、ミュージシャンのサエキけんぞうはいとこ。

## 略歴
山梨県甲府市生まれ。麻布高校卒業後、成城大学経済学部・同大学院修了（経済学博士）。博士論文は「個人支出税にかんする一研究」（1989年）。社団法人日本経済調査協議会主任研究員、千葉商科大学助教授を経て、1996年4月より大東文化大学経済学部助教授。その後、新しく創設された環境創造学部に移る。2011年に不正行為により懲戒解雇。（後述）
専門は財政学だが、学生時代に大滝詠一や細野晴臣に師事したこともあり、音楽評論やCD監修なども手がけている。また、沖縄関係の著作も多い。朝日新聞の書評欄・音楽欄にも不定期で執筆していた。
1985年ころ、ミュージシャンである従兄弟のサエキけんぞうを介して高護を紹介され、さらに黒澤進らとの『日本ロック大系』などの編集に関わった。
1993年、千葉商科大学の講師時代に担当した「経済学特殊講義」にサエキけんぞうを呼び、音楽産業（ロック業界の裏話）について話をさせた。

## 大学在職中の不正行為
大東文化大学に在職中に学科予算等の不正流用および海外出張補助金の不正請求を行っていたことが発覚し、2010年12月24日に文部科学省および私学事業団への報告ならびに刑事告訴がなされた。2011年1月には同大学を懲戒解雇され、同年5月頃詐欺容疑で警視庁に逮捕された。2011年11月10日、東京地裁は同大学から計930万円を詐取したことを認定し、懲役3年、執行猶予4年の有罪判決を言い渡した。

## 著書

### 単著
- 『J-ROCKベスト123 1968～1996』（講談社文庫・1996年）
- 『熱烈！沖縄ガイド』（宝島社文庫・2000年）
- 『日本ロック雑誌クロニクル』（太田出版・2005年）
- 『報道されない沖縄基地問題の真実』（別冊宝島2435・2016年）
- 『外連(けれん)の島・沖縄――基地と補助金のタブー』（飛鳥新社・2017年）

### 共編著
- 『財政と経済』共著（学文社・1988年）
- 『細野晴臣 OMNI SOUND』共著（リットーミュージック・1990年）
- 『日本ロック大系』（上・下2巻）共編著（白夜書房・1990年）
- 『日本ロック大百科〈年表編(1955～1990)〉』共著（宝島社・1992年）
- 『財政と経済（改訂版）』共著（学文社・1992年）
- 『初歩の経済学』共著（八千代出版・1993年）
- 『ハイサイ沖縄読本』宝島編集部共編（宝島社・1993年）
- 『ウチナー（沖縄）のうた 名曲101選&CDガイド』共著（音楽之友社・1998年）
- 『日本ロック＆フォークアルバム大全』共著（音楽之友社・1998年）
- 『音楽誌が書かないＪポップ批評』共著（宝島社文庫・1999年）
- 『音楽誌が書かないＪポップ批評2』共著（宝島社文庫・1999年）
- 『ラヴ・ジェネレーション1966－1979』共著（音楽之友社・2000年）
- 『はっぴいな日々～はっぴいえんどの風が吹いた時代』共著（ミュージックマガジン社・2000年）
- 『アジア大バザール』共著（講談社文庫・2000年）
- 『沖縄ナンクル読本』下川裕治共編著（講談社文庫・2002年）
- 『新財政学』共著（文眞堂・2003年）
- 『改訂新財政学』共著（文眞堂・2006年）
- 『日本フォーク紀コンプリート』黒沢進共著（シンコーミュージック・2009年）
- 『新書沖縄読本』下川裕治・仲村清司共著（講談社文庫・2011年）
- 『日本ロック＆ポップス・アルバム名鑑 1966-1978』共著（ミュージックマガジン社・2013年）
- 『日本ロック＆ポップス・アルバム名鑑 1979-1989』共著（ミュージックマガジン社・2014年）
- 『アイドル・ソング・ベスト100 1970-1989』共著（ミュージックマガジン社・2015年）
- 『沖縄の不都合な真実』大久保潤共著（新潮新書・2015年）
- 『大滝詠一スクラップ・ブック』共著（ミュージックマガジン社・2015年）
- 『大滝詠一読本 2017 Edition』共著（ステレオサウンド・2017年）
- 『習近平の「三戦」を暴く!! 尖閣諸島はこうして盗られる』屋山太郎監修 日本戦略研究フォーラム編（海竜社・2017年9月）
- 『朝日書評大成 2001-2008』朝日新聞社文化くらし報道部編（三省堂・2017年9月）
- サエキけんぞう、篠原章『はっぴいえんどの原像』リットーミュージック、2023年1月20日。ISBN 978-4845638369。

### 翻訳
- 『ジミー・カーターのアウトドア日記 冒険と思索の日々』山口和代共訳（東急エージェンシー出版部・1992年）
- 『ツィンマーマン 現代財政学』里中恆志共訳（文眞堂・2000年）